# René-Alphonse-Joseph Magnien
René-Alphonse-Joseph Magnien, francoski general, * 1880, † 1952.